# Großmonument Mansudae
Das Großmonument Mansudae, im Stadtbezirk Chung-guyŏk der nordkoreanischen Hauptstadt Pjöngjang, ist ein Monument zur Erinnerung an die Unabhängigkeitsbewegung unter Kim Il-sung (1912–1994) gegen die japanische Herrschaft über Korea.

## Beschreibung
Das Monument ist über mehrere Freitreppen zugänglich und erstreckt sich über eine Gesamtfläche von 240.000 Quadratmetern. Das Zentrum bilden zwei etwa 20 Meter hohe Bronzefiguren von Kim Il-sung und Kim Jong-il (1941/42–2011). Die beiden Statuen sind die größten Monumente, die in Nordkorea bisher für ehemalige Staatsoberhäupter errichtet wurden.

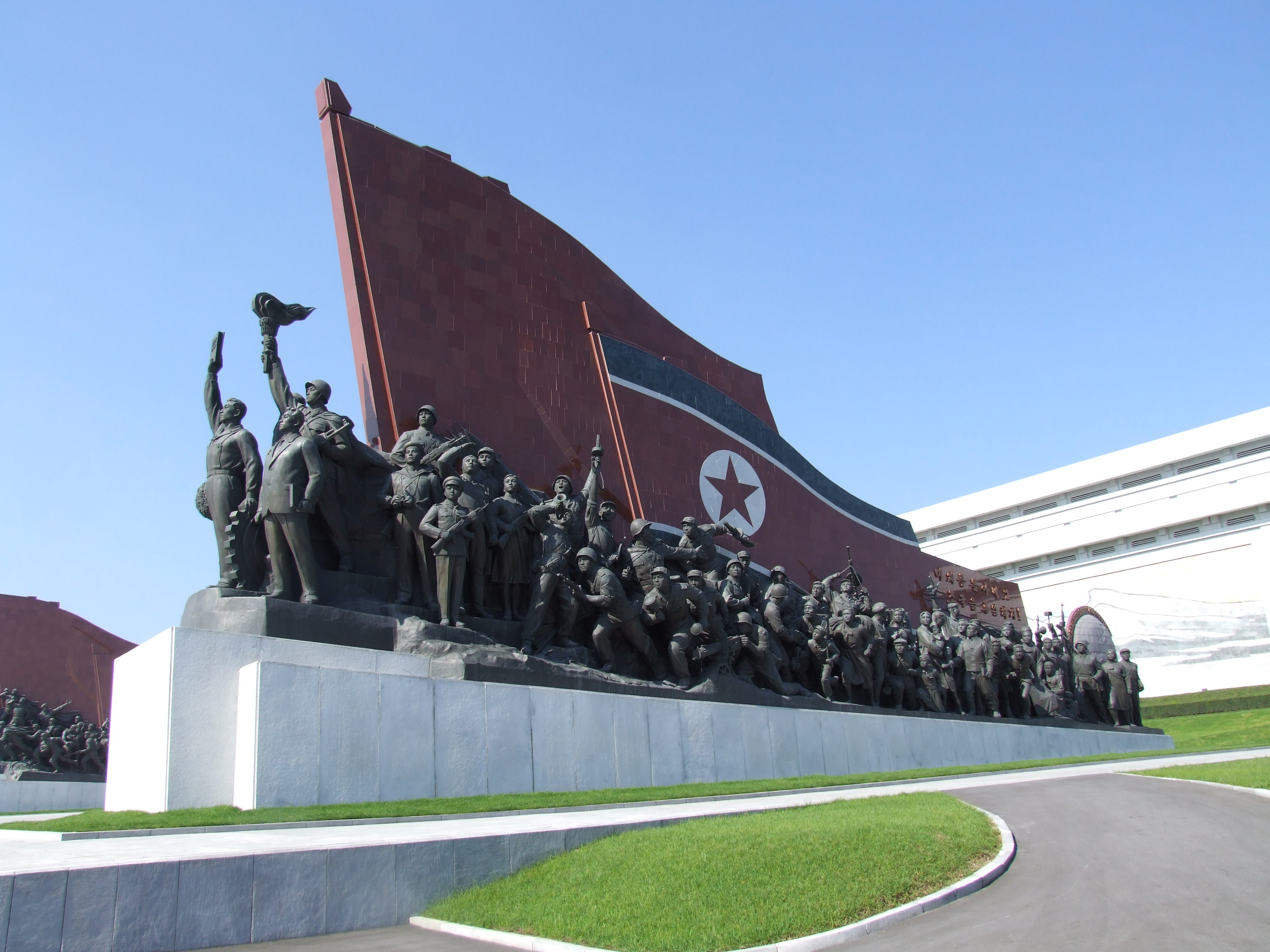
Figurengruppe seitlich des Großmonuments

Links und rechts der zentralen Bronzefiguren befinden sich steinerne, wehende Fahnen mit einer jeweiligen Länge von 50 Metern und einer Höhe von 22,80 Metern. Dort herum positioniert sind insgesamt 228 bis zu fünf Meter hohe Statuen. Die 119 Figuren in der rechten Gruppe stellen den historischen Freiheitskampf des koreanischen Volkes dar. Die 109 Figuren der linken Gruppe symbolisieren die sozialistische Revolution und den Aufbau der neuen Gesellschaft in der DVRK.
In der Mitte der Figurengruppe befindet sich eine rote Fahne aus rot-braunem Naturstein, flankiert auf der einen Seite von der Fahne der Partei der Arbeit Koreas und auf der anderen Seite von der Nationalflagge Nordkoreas. Auf der einen Seite steht „Es lebe General Kim Il-sung!“, auf der anderen „Lasst uns die US-Imperialisten vertreiben und die Heimat vereinigen!“
Im Hintergrund des Monuments befindet sich das ursprünglich 1955 gegründete Koreanische Revolutionsmuseum, das 1961 auf den Mansu-Hügel (Mansudae) umzog und nach inhaltlich grundlegender Neugestaltung 1972 wiedereröffnet wurde. Dessen Fassade ergänzt das Großmonument um ein 70 Meter langes und 12,85 Meter hohes Wandmosaik. Darauf abgebildet ist der Paektusan – das Symbol für den Kampf Kim Il-sungs für eine Unabhängigkeit Koreas vom Japanischen Kaiserreich sowie für die glorifizierte Herrschaft der Familie Kim.

## Geschichte

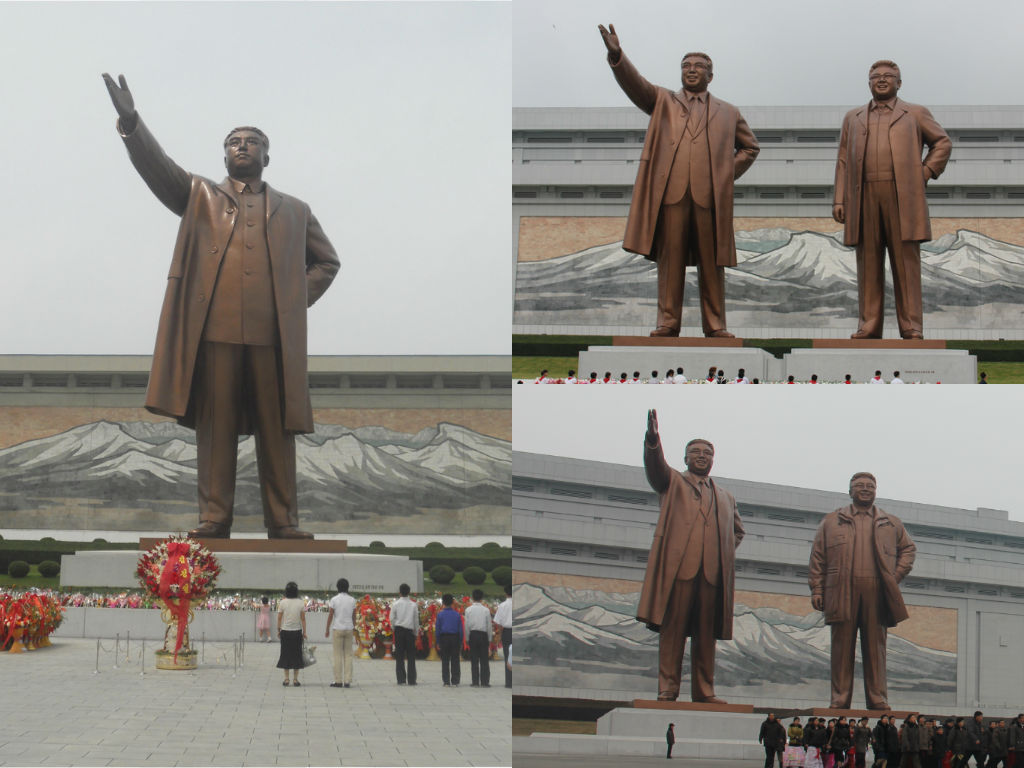
Die verschiedenen Statuen von vor 2012 (links), 2012 (rechts oben) und 2014 (rechts unten)

Das Monument wurde von dem Bauunternehmen Mansudae Overseas Projects am Mansu-Hügel errichtet und im April 1972 zum 60. Geburtstag des damaligen Staatsoberhaupts eingeweiht. Diese war ursprünglich mit Blattgold beschichtet. Nach Kritik seitens der chinesischen Regierung, welche Nordkorea seinerzeit finanziell unterstützte, wurde die Goldschicht jedoch wieder entfernt.
1995 wurde dem Denkmal das Monument zur Gründung der Partei der Arbeit Koreas gegenübergestellt. Es befindet sich auf gleicher Höhe auf der anderen Uferseite des Taedong-gang und bildet mit dem Großmonument Mansudae eine monumentale Achse im städtebaulichen Gesamtbild.
Bis April 2012 stand eine Einzelstatue Kim Il-sungs im Zentrum des Großmonuments. Aus Anlass des 100. Geburtstags von Kim Il-sung wurde am 13. April 2012, dem Tag der Sonne, an dieser Stelle eine Doppelstatue von Kim Il-sung und dem im Jahr zuvor verstorbenen Kim Jong-il eingeweiht. Die ursprüngliche Statue Kim Il-sungs wurde dabei durch eine neue ersetzt. Statt des Mao-Anzugs wird Kim Il-sung nun in Geschäftskleidung dargestellt. Außerdem trägt er eine Brille und lächelt. Der charakteristische nach vorn ausgestreckte Arm wurde jedoch beibehalten. Die daneben stehende Statue Kim Jong-ils stellt diesen in Mantel und seinem typischen uniformartigen Blazer dar. Die Einweihung fand im Rahmen einer feierlichen Zeremonie unter Anwesenheit von etwa 150.000 Menschen statt.
Im September 2012 wurden die Statuen erneut verhüllt. Die Statue Kim Jong-ils wurde im Februar 2013 durch eine neue Figur ersetzt. Bei dieser trägt er statt wie zuvor einen Mantel nun den für ihn typischen Anorak.

## Bedeutung

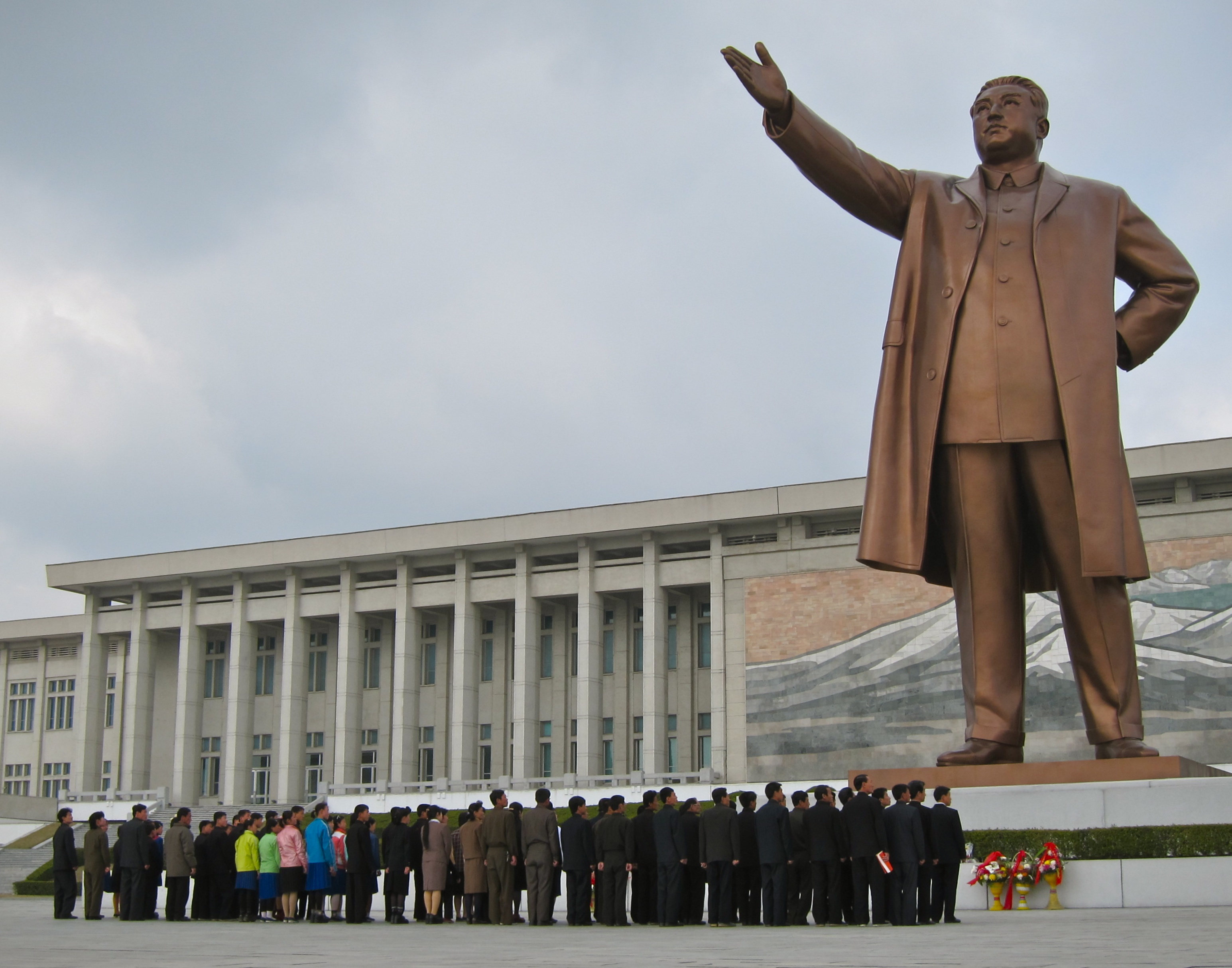
Ehrerbietung vor der damaligen Einzelstatue

Das Großmonument ist eine der bedeutendsten Stätten des Personenkults um den „Großen Führer“ und „Ewigen Präsidenten“ Kim Il-sung und den „Ewigen Generalsekretär“ und „Ewigen Vorsitzenden des Nationalen Verteidigungskomitees“ Kim Jong-il. Es wird von Nordkoreanern zur Ehrerbietung aufgesucht und den meisten Pjöngjang-Besuchern vorgeführt. Auch im Rahmen festlicher Großkundgebungen oder nationaler Feiertage, wie dem Tag der Gründung der Partei der Arbeit Koreas, finden kollektive Ehrerbietungen vor dem Monument statt.
Gestaltung und Platzierung des Denkmals orientieren sich mit seiner zentralen Lage auf dem Mansu-Hügel und der monumentalen Gesamtanlage an den Vorgaben, die Kim Jong-il 1991 in seiner Schrift Über die Baukunst festgehalten hat:
„In der architektonischen Raumkonstruktion muss das Porträt des Führers über alle Raumelemente herrschen, und sämtliche Konstruktionselemente müssen der Ausprägung seines Porträts untergeordnet sein.“
„Da ein Monument, das die Größe des Führers lobpreist, einen reichen und tiefen Ideengehalt hat, muss es gigantisch gestaltet sein. Das Ausmaß eines Bauwerkes ist in dessen Formgebung von großer Bedeutung.“
„In einer Stadt die Bronzestatue des Führers zweckentsprechend zu errichten, ist eine wichtige Frage bei der Gestaltung der Stadt. Das ermöglicht es den Bürgern (…), dass sie sich in der Geborgenheit ihres Führers eines sinnerfüllten Daseins erfreuen.“
Die Statuen-Gruppen an den Seiten sollen einen Kampf der Bevölkerung Chōsens für eine Unabhängigkeit vom Japanischen Kaiserreich versinnbildlichen sowie an den sozialistischen und revolutionären Aufbau der Gesellschaft erinnern.
Vor Ort wird ein andächtiges Verhalten erwartet. Besucher sind angehalten, als Geste des Respekts Blumen vor der Doppel-Statue Kim Il-sungs und Kim Jong-ils niederzulegen und sich zu verneigen. Fotografen werden gebeten, die Statue nur vollständig und nicht partiell aufzunehmen.

## Vergleichbare Monumente

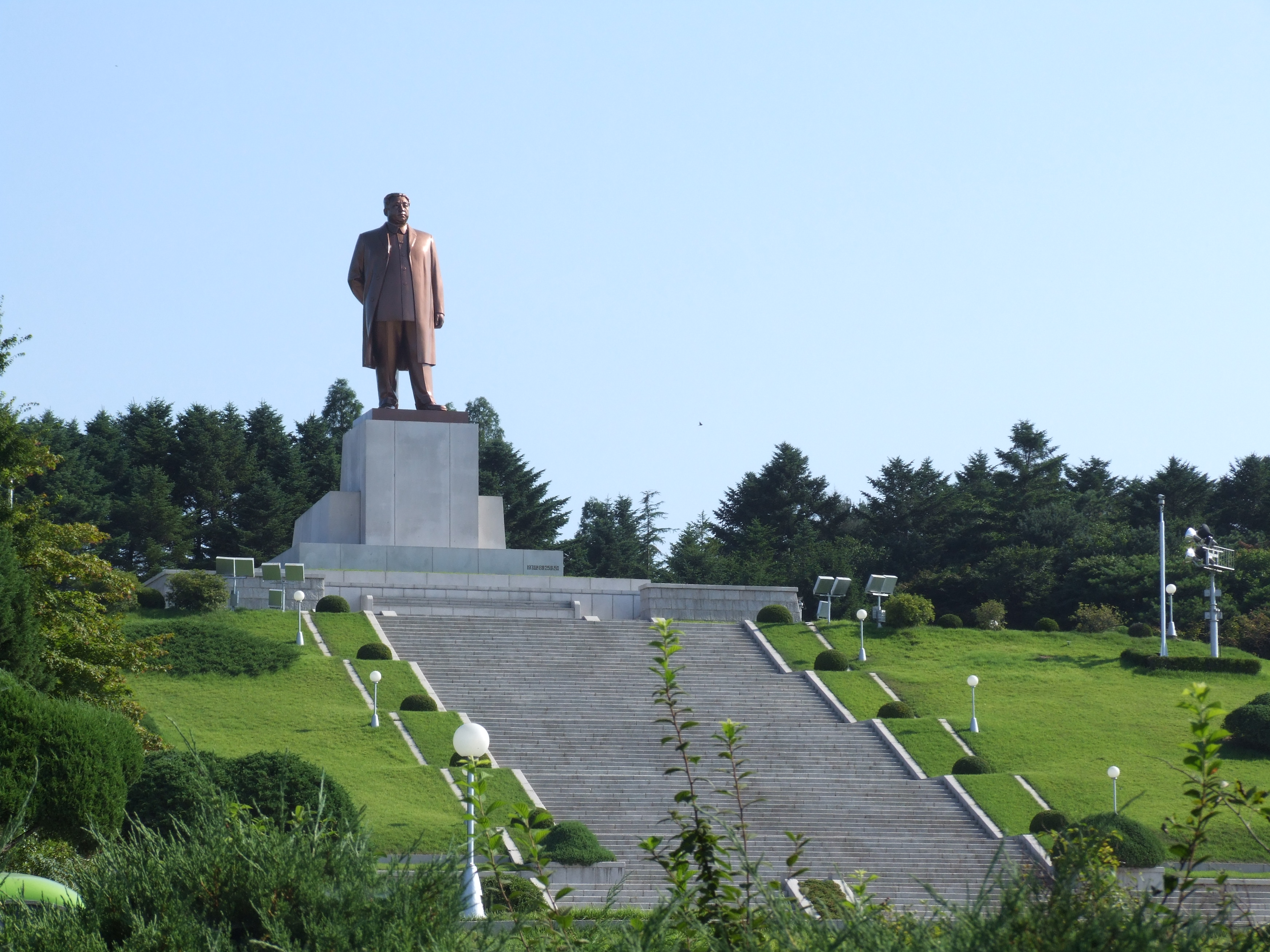
Monumentalstatue in Kaesŏng

Im Stil des Mansudae-Großmonuments existieren in verschiedenen Städten Nordkoreas mehrere weitere Monumente mit vergleichbarer Bestimmung. Im ganzen Land befinden sich mehrere hundert überlebensgroße Bronzestatuen Kim Il-sungs. Beispielsweise befindet sich im Zentrum der Stadt Kaesŏng, auf deren höchstem Punkt, dem Berg Chanam, eine bronzene Monumentalstatue von Kim Il-sung. Ebenfalls vergleichbar ist das Siegesdenkmal der Schlacht im Gebiet Musan. Im Dezember 2013 wurde eine dem Mansudae-Monument entsprechende Doppelstatue in Wŏnsan eingeweiht.

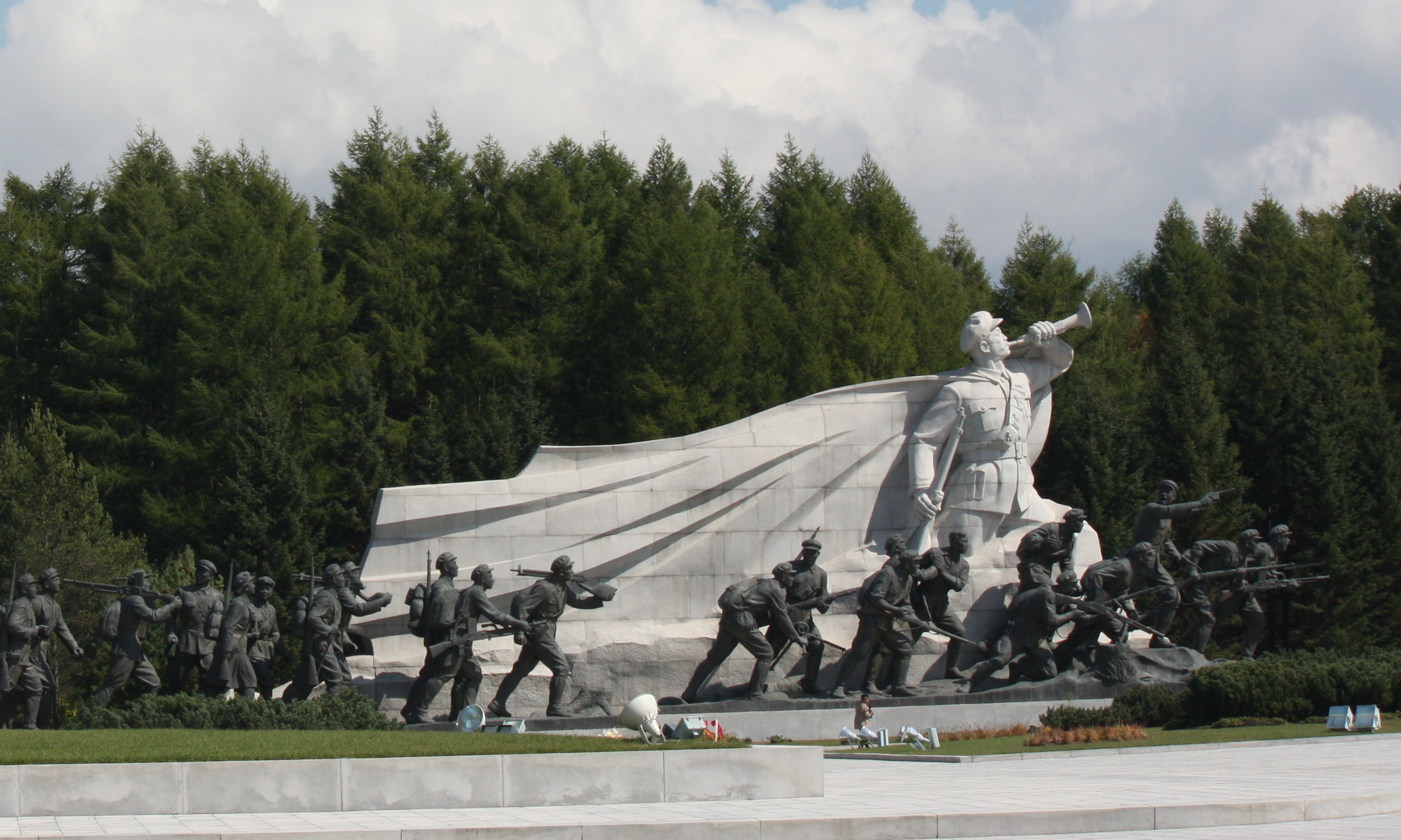
Großmonument Samjiyon

Das Großmonument Samjiyŏn in der Nähe des Paektusan im Distrikt Samjiyŏn wurde etwa sieben Jahre nach dem Großmonument Mansudae, im Mai 1979, erbaut. Es ähnelt dem Pjöngjanger Monument zusätzlich durch seine seitliche Figurengruppe, die jedoch lediglich aus kämpfenden Soldaten besteht. Die zentrale Führerfigur zeigt Kim Il-sung mit Jodhpurs, Stiefeln und einem Fernglas in der rechten Hand.
Außerdem befindet sich auf dem Monumentalplatz ein Juche-Turm, vergleichbar mit dem Turm des Pjöngjanger Monuments der Chuch'e-Ideologie.
Am 11. Oktober 2011 wurden in Kanggye, der Hauptstadt der Provinz Chagang-do, zwei Bronze-Statuen enthüllt, die die ehemaligen nordkoreanischen Machthaber darstellen. Sie zeigen Kim Il-sung ebenfalls mit einem Fernglas in der rechten Hand und einem ausgestreckten linken Arm und Kim Jong-il mit einem im Wind wehenden Anorak. Zuvor hatte dort lediglich eine Einzelstatue Kim Il-sungs gestanden.